# Darmstädter Privatbrauerei
 (septembre 2018).
Si vous disposez d'ouvrages ou d'articles de référence ou si vous connaissez des sites web de qualité traitant du thème abordé ici, merci de compléter l'article en donnant les références utiles à sa vérifiabilité et en les liant à la section « Notes et références ».
La Darmstädter Privatbrauerei est une brasserie de Darmstadt. La plus grande brasserie de la ville sort depuis mai 2014 sous la marque Braustüb'l — Darmstädter Braukunst.

## Histoire
Wilhelm Rummel crée en 1847 un restaurant doté d'une brasserie près de la ligne de chemin de fer.
En 1880, la production atteint les limites de sa capacité. La brasserie déménage et produit la Braustüb'l. En 1912, la gare centrale de Darmstadt est bâtie près de la brasserie qui adopte le symbolisme du chemin de fer pour son logo.
En 1997, Darmstädter Privatbrauerei fête ses 150 ans avec une grande fête de brasserie. Pour fêter l'événement, on reprend la recette traditionnelle de la Zwickelbier qui est rebaptisée en 2012 Braustüb'l Naturtrüb. En 2000, le bouchon mécanique revient et devient une caractéristique des bières de Darmstadt.
En mai 2014, la brasserie prend le nom de marque de Braustüb'l — Darmstädter Braukunst. Auparavant, certaines productions avaient aussi bien la marque Darmstädter que Braustüb'l. 75 % des clients achètent de la Pils de la marque Braustub'l. Quelques Pilsner sortent avec l'ancienne marque.

## Production
- Braustüb'l Pilsner
- Braustüb'l Pilsner Alkoholfrei
- Braustüb'l Helles
- Braustüb'l Radler
- Braustüb'l Weissbier Hefe-Hell
- Braustüb'l Weissbier alkoholfrei
- Braustüb'l Weissbier Kristall
- Braustüb'l Weissbier Dunkel
- Braustüb'l Naturtrüb
- Braustüb'l Festbier
- Braustüb'l Vollmondbier
- Darmstädter Pilsner
- Craft No. 166
- Märzen